# Jacqueline Cochran
Jacqueline Cochran (Pensacola, Florida, 11 de maig de 1906 – Indio, Califòrnia, 9 d'agost de 1980) va ser una pionera de l'aviació nord-americana, considerada una de les principals pilots de la seva generació. Va ser la primera dona que va trencar la barrera del so i la primera que va volar un jet a través de l'oceà, entre molts altres rècords.

## Primers anys
Jacqueline Cochran, nascuda com Bessie Lee Pittman a Florida, era la més jove dels cinc fills de Mary (Grant) i Ira Pittman, un fuster que anava de poble en poble construint i modificant molins. La infantessa de Cochran va ser humil però, tot i gairebé no anar a l'escola i haver de treballar des dels 8 anys a un molí de cotó, sempre va tenir menjar a la taula i no era adoptada com ella mateixa sovint assegurava.
El 13 de novembre de 1920 Bessie Pittman es va casar amb Robert Cochran, un jove mecànic d'aviació de la base naval propera a Pensacola. Quatre mesos més tard Bessie va donar a llum a Robert Cochran Jr. i van marxar a Miami poc després, on van romandre quatre anys. Abans de complir cinc anys, el seu fill Robert, va morir en un tràgic accident. El 1927 es van divorciar i Cochran va tornar a Florida i es va establir a DeFuniak Springs, on vivien els seus pares. En aquesta època, es va canviar el nom de Bessie a Jacqueline o Jackie mantenint el cognom Cochran.
Després d'això, va ser contractada per una empresa tèxtil on tenia un sou baix que completava fent feïnes de neteja. Quan la fàbrica va tancar les portes Cochran va aconseguir una feina a Pensacola com a perruquera, fins que va decidir marxar a la ciutat de Nova York. Allà, gràcies a la seva aparença i ambiciosa personalitat va començar a treballar al prestigiós saló de bellesa Saks Fifth Avenue.
Tot i que Jackie renegava de la seva família i el seu passat, va seguir en contacte amb ells i fins i tot els va ajudar econòmicament en alguna ocasió. De fet, alguns membres de la seva família van anar a viure a la seva finca a Califòrnia, no obstant això, tenien instruccions de dir que eren la seva família adoptiva, ja que, pel que sembla, Jackie volia amagar els primers capítols de la seva vida.
El 1932 Cochran va conèixer a Floyd Bostwick Odlum, amb qui es va casar l'11 de maig de 1936 i de qui es deia que era un dels deu homes més rics del món; Odlum es va enamorar de Jacqueline i es va oferir a ajudar-la a establir un negoci de cosmètics, la Jacqueline Cochran Cosmetics, Inc., que més endavant esdevindria un èxit. Aquell mateix any Jackie va tenir l'oportunitat de fer un passeig en avió fet que la va portar a prendre lliçons de vol al Roosevelt Field de Long Island aprenent a volar en tan sols tres setmanes i durant l'hivern següent es va apuntar a l'escola Ryan de San Diego per completar la seva instrucció. Des d'aquest moment ja no deixa de volar i es compra per 1200 $ el seu primer avió, un Travel Air de segona mà amb el que va obtindre, el 1933, la seva llicència de pilot comercial i que, més endavant, vendria per comprar el seu primer avió nou, un Waco

## Contribucions a l'aviació

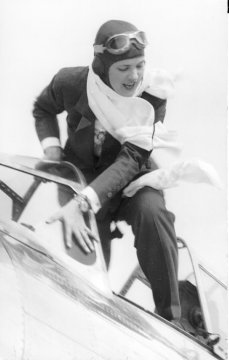
Bendix Race de 1938.

L'any 1934, Jackie va participar en la cursa aèria Anglaterra - Austràlia convocada per Sir MacRobertson on també va participar Amy Johnson qui, igual que ella, va haver d'abandonar per una avaria. El 1935 va intentar participar en la Bendix Transcontinental entre Los Angeles i Cleveland amb un Northrop Gamma, sent la primera dona a participar-hi però una altra avaria la va obligar a retirar-se. Per fi, la tardor de 1937 va poder completar la carrera en un Beechcraft D17W aconseguint ser la primera dona en arribar tercera a la classificació general obtenint 3000 $ per la seva posició i 2500 $ com a premi especial per ser la primera dona classificada a la història. Al desembre d'aquell mateix any estableix un nou rècord al volar sense escales de Nova York a Miami en tan sols 4 hores i 12 minuts.
El 3 de setembre de 1938 va sortir del camp d'aviació de Burbank, a bord d'un Seversky AP-7, versió civil del P-35, i va aterrar en primera posició a Cleveland, convertint-se en la primera dona en guanyar el trofeu Bendix i establint també un nou rècord de velocitat transcontinental femení amb un vol de 8 hores i 10 minuts i una velocitat mitjana de 401,83 km/h. Després d'això va rebre durant tres anys consecutius, des del 1938, el trofeu Clifford Burke Harmon a l'aviadora més rellevant del món i va continuar establint nous rècords.
Entre 1947 i maig de 1951 a bord d'un P-51, Cochran va arribar a realitzar onze nous rècords de velocitat, cinc d'ells masculins. El 18 de maig de 1953, a Califòrnia, Cochran va volar un jet F-86 Sabre prestat per la Real Força Aèria Canadenca amb una velocitat mitjana de 1050 Km/h, convertint-se en la primera dona a trencar la barrera del so.
El 22 d'abril de 1962, a bord d'un Lokheed Jetstar, batejat Scarlet O'Hara, va creuar l'Atlàntic de Nova Orleans a Bonn, sent la primera dona en fer-ho als comandaments d'un avió de reacció. El 18 d'octubre d'aquell mateix any li es concedit el Trofeu Harmon per les seves conquestes aèries. El 28 de maig de 1964, a bord d'un Lockheed F-104G Jackie va arribar a 2.300 km/h.
Cochran també va ser la primera dona que va aterrar i va enlairar-se d'un portaavions, la primera dona en aconseguir una velocitat Mach 2, la primera pilot en fer un aterratge a cegues (només amb instruments), la primera dona presidenta de la Federation Aeronautique International (1959–1963), la primera pilot que va volar a més de 20 000 peus d'altura amb una màscara d'oxigen i la primera dona que va entrar a la carrera transcontinental Bendix. A principis de 1960, Cochran, a qui li interessaven totes les formes de l'aviació, va volar el dirigible Goodyear amb el capità R.W. Crosier a Akron, Ohio.

## La Segona Guerra Mundial
Air Transport Axiliary (A.T.A.)
Abans que els Estats Units entressin a la Segona Guerra Mundial, Cochran va formar part de l'organització "Wings for Britain", que transportava petites aeronaus construïdes als Estats Units amb destinació Gran Bretanya. Amb la seva influencia va aconseguir ser convidada a Montreal, d'on sortíen els Lockheed cap a Anglaterra, en vol de prova. Allà es va passar tres dies fent uns 60 enlairaments i aterratges diaris amb el gran bombarder, ja que, l'opinió majoritària, era que les dones no estaven preparades per transportar un bombarder travessant l'Atlàntic. Passats aquest tres dies Jackie va aconseguir l'autorització per realitzar el vol transatlàntic, el que gairebé provoca una vaga de pilots de transport masculins, que veien menystinguda la seva competència. Finalment van arribar a un compromís que consistia en que Cochran pilotés el bombarder però que l'enlairés i l'aterres el seu copilot, el capità Grafton Carlisle. Així, el 17 de juny de 1941 Jackie va portar des del Canadà fins a Anglaterra un Lockheed Hudson V, convertint-se així en la primera dona en travessar l'Atlàntic en un bombarder. A Gran Bretanya va conèixer Pauline Gower, creadora del cos femení de la Air Transport Auxiliary (A.T.A), gràcies a qui va poder oferir els seus serveis a la Royal Air Force i amb qui va treballar durant mesos, reclutant dones pilot als Estats Units i portant-les a Anglaterra i recopliant informació sobre el funcionament de la ATA per crear una estructura similar als Estats Units.
Women Airforce Service Pilots (W.A.S.P.)

El setembre del 1939, Cochran va escriure a Eleanor Roosevelt per proposar-li començar una divisió aèria femenina a l'exèrcit nord-americà: creia que les pilots qualificades podrien fer tots els treballs d'aviació domèstics i no combatius que es necessitessin per enviar més homes pilots a combat. S'imaginava a si mateixa com a líder de les dones pilot, amb el mateix rang que Oveta Culp Hobby, qui en aquest moment dirigia la divisió Women's Army Auxiliary Corps (W.A.A.C.).

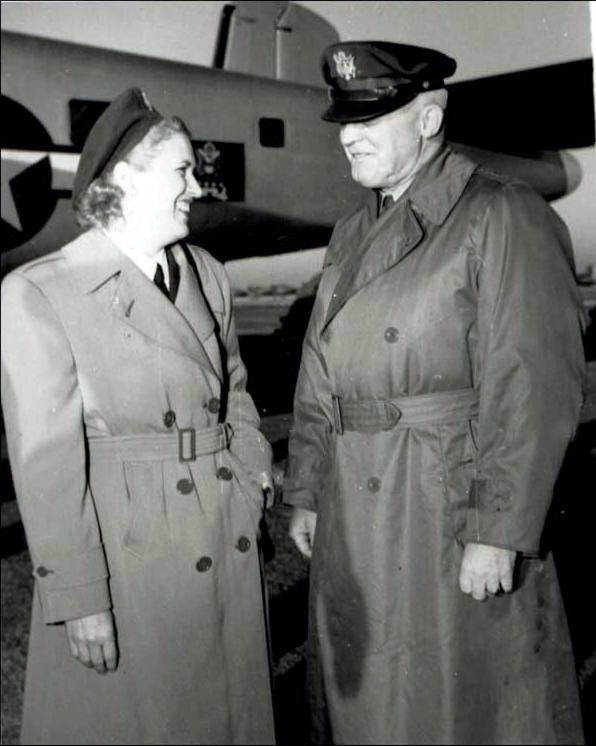
Cochran amb el General Hap Arnold.

També el 1940, Jacqueline va escriure una carta al tinent coronel Robert Olds, qui estava ajudant a organitzar el Air Corps Ferrying Command (A.C.F.C.) per a la Força Aèria (el Ferrying Command era originàriament un servei de lliurament d'aeronaus, però més tard també es va unir a l'exèrcit). A la carta, Cochran suggeria que les dones pilot volessin en missions de suport, no de combat. A principis de 1941, Olds li va demanar a Cochran que esbrinés quantes dones pilot hi havia als Estats Units, quantes hores de vol tenien, les seves habilitats, el seu interès per volar pel país i informació personal sobre elles. Per tal de reunir la informació va utilitzar els registres de l'Administració Aeronàutica Civil.

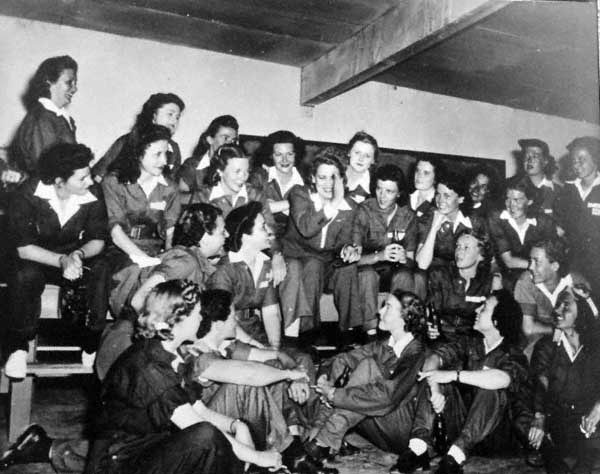
Cochran (al centre) amb aprenents de la WASP.

La persona a qui havia de convèncer que les dones pilot eren la solució pel problema de manca de pilots era el tinent general Henry H. "Hap" Arnold, cap dels Cossos Aeris i que posteriorment seria comandant general de les Forces Aèries a partir de la seva creació al juny de 1941.
Arnold sabia que a Anglaterra les experiències de la Air Transport Auxiliary (ATA) estaven resultant exitoses així que, aquell mateix mes d'agost, després que Jackie hagués fet la travessa amb el Lockheed, va demanar-li que escollis un destacament de dones pilot per servir a l'A.T.A. britànic tot prometent-li que no es prendrien decisions pel que fa a les dones pilots de la USAAF fins que ella tornés.
Jackie va demanar a 76 de les dones pilot més qualificades (identificades durant la recerca que havia fet abans per Olds) perquè l'acompanyessin i volessin per la ATA. Els requisits eren alts, almenys 300 hores de vol, però la majoria de les pilots tenien més de mil hores. A més de l'experiència prèvia, totes havien de fer un programa d'entrenament de tres mesos a l'aeròdrom de Luton. 50 km. al nord de Londres. Finalment un total de 25 dones van passar la prova, i dos mesos després, al març de 1942, van ser totes a Gran Bretanya amb Cochran per unir-se a la ATA.
El setembre del 1942, Jackie va tornar als Estats Units al assabentar-se que el general Arnold havia autoritzat la creació del Women's Auxiliary Ferrying Squadron (WAFS) sota la direcció de Nancy Harkness Love. La WAFS va començar a la base aèria de Castle a Wilmington amb un grup de dones pilot que tenien com a objectiu el transport d'aeronaus militars. La experiència de Cochran amb l'ATA l'havia convençut que les dones pilot podien entrenar-se per fer molt més que operacions de transport. Després de convèncer a Arnold perquè ampliés les oportunitats per a les dones pilot, el general va crear el Women's Flying Training Detachment (WFTD) i va posar a Cochran al capdavant. A principis d'agost de 1943, el WAFS i el WFTD es van fusionar per crear Women Airforce Service Pilots (WASP) amb Cochran com a directora i Nancy Love com a cap de la divisió de transport.
Com a directora de Women Airforce Service Pilots, Cochran va supervisar l'entrenament, que realitzaven a bord de North American AT-6 i Beechcraft AT-7, de centenars de dones pilot a Avenger Field, Sweetwater, Texas. A part del entrenament de les futures pilots, la WASP també va fer assaigos amb aparells dotats amb equipament secret i prototips d'aeronaus com el bombarder Martin B-26 Marauder o el Bell P-59 Airacomet. El 20 de desembre de 1944, el programa WASP va arribar a la seva fi amb uns números immillorables, ja que, en 27 mesos d'existència, les pilots del programa havien volat prop de quinze milions de quilòmetres a bord de 77 tipus diferents d'aeronaus, realitzant 12.650 transports i amb un total de 38 baixes.
El 1945 va ser la primera dona civil en rebre, per les seves contribucions durant la guerra, la Medalla per Servei Distingit de la Força Aèria i l'any 1948, Cochran va passar a la Reserva de la Força Aèria on finalment va aconseguir el grau de tinent coronel.

## Postguerra

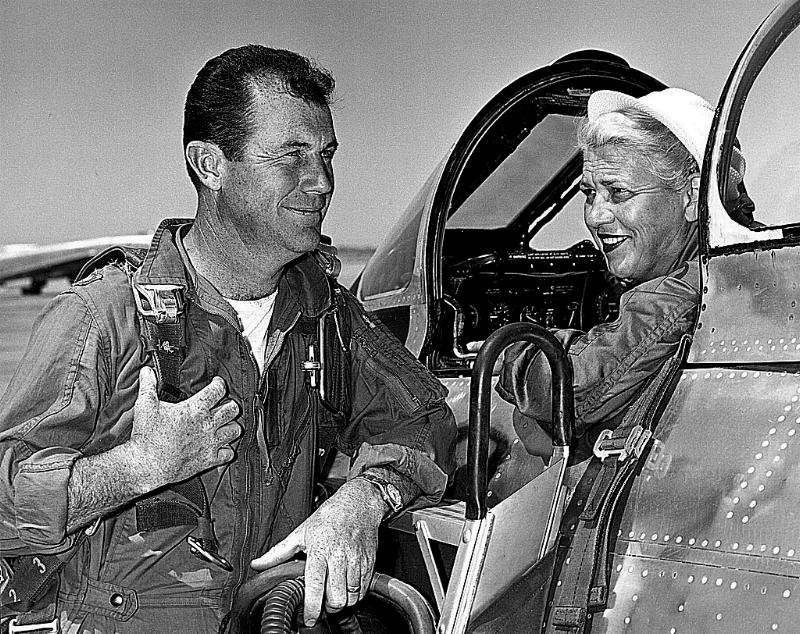
Cochran en la cabina de vol del Canadair Sabre amb Chuck Yeager.

### Mercury 13
A la dècada de 1960, Cochran va donar suport al programa Mercury 13, un dels primers intents per posar a prova l'habilitat de les dones per a ser astronautes. Tretze dones pilot van passar les dures proves preliminars juntament amb els homes astronautes del programa Mercury abans de la cancel·lació del programa. Mai va ser una iniciativa de la NASA, tot i ser encapçalada per dos membres del comitè de Ciències de la Vida de la NASA, un dels quals, William Randolph Lovelace II, era un amic proper de Cochran i el seu espòs. Encara que Cochran al principi va donar suport al programa, més tard va ser responsable de retardar altres fases de proves, i les cartes que els va enviar a diversos membres de la Marina i de la NASA on mostrava la seva preocupació sobre si el programa s'estava duent a terme de forma apropiada i en concordança amb els objectius de la NASA van contribuir de forma significativa a la cancel·lació final del programa. En general, s'accepta que Cochran es va mostrar en contra del programa perquè sentia que si aquest arribava a tenir èxit, ella deixaria de ser la dona aviadora més prominent.
El Congrés va dur a terme audiències per determinar si l'exclusió de les dones del programa d'astronautes era o no discriminatòria. Durant aquestes audiències John Glenn i Scott Carpenter van manifestar-se en contra d'admetre a les dones en aquests programes. Jacqueline mateix es va mostrar contrària a incloure dones en els programes espacials al·legant que, seguir endavant com estava planejat, era l'única forma de vèncer als soviètics a la Carrera espacial (cap de les dones que havien passat les proves eren pilots de prova militars de jets ni tenien títols en enginyeria, que eren els dos requisits experimentals bàsics per als astronautes potencials. En aquella època, no es permetia que les dones fossin pilots de prova militars de jets però en mitjana, totes elles tenien més experiència de vol que els astronautes masculins). La NASA va requerir que tots els astronautes siguessin graduats en programes de proves militars de jets i que tinguessin títols en enginyeria. El 1962, cap dona podia complir amb aquests requisits: això va acabar amb el programa Mercury 13.

## Activitat política

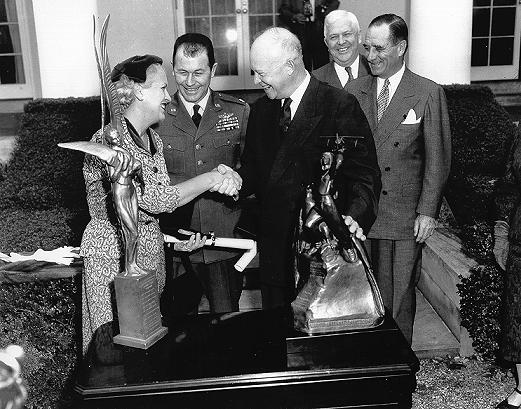
Cochran i Chuck Yeager rebent els trofeus internacionals Harmon de part del president Dwight Eisenhower.

Cochran, una republicana de tota la vida, com a resultat de la seva participació a la política i l'exèrcit, va establir una amistat amb el general Dwight Eisenhower. A principis de 1952, ella i el seu marit van facilitar un gran míting al Madison Square Garden a Nova York en suport de la candidatura presidencial de Eisenhower.
El míting es va gravar en forma de pel·lícula i Cochran ho va portar personalment a França per a una mostra especial a les casernes generals d'Eisenhower. La seva col·laboració va ser un factor important per convèncer a Eisenhower per presentar-se per ser escollit president dels Estats Units el 1952. Com que eren amics propers, Eisenhower els visitava freqüèntment a la seva finca de Califòrnia i després de deixar l'oficina, escrivia allí passatges de les seves memòries.
Ambiciosa políticament, Cochran es va postular com a congressista el 1956 per al districte 29 de Califòrnia com la candidata del Partit Republicà. El seu nom va aparèixer durant la campanya i en la boleta com Jaqueline Cochran-Odlum. Encara que havia vençut a cinc oponents masculins per guanyar la nominació pel partit republicà, a les eleccions generals va perdre per poc contra el candidat del Partit Demòcrata i primer congressista d'origen asiàtic, Dalip Singh Saund. Saund va guanyar amb 54 989 vots (51,5%) contra els 51 690 (48,5%) de Cochran. El seu revés polític va ser un dels pocs fracassos que va tenir en la seva vida i mai va intentar ser candidata de nou. Aquells que coneixien a Cochran van dir que haver perdut li va molestar durant la resta de la seva vida.

## Llegat

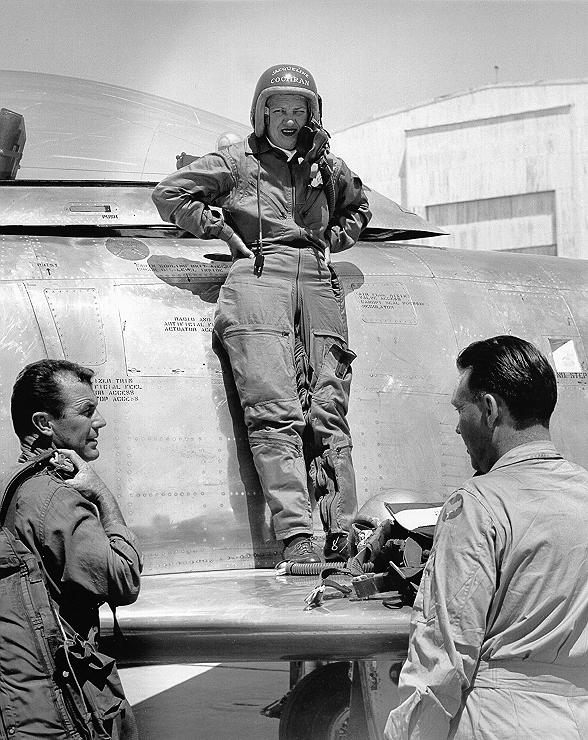
Cochran dempeus sobre l'ala de la seva F-86, parlant amb Chuck Yeager i el cap de pilots de proves de Canadair Bill Longhurst.

Cochran va morir el 9 d'agost de 1980 a la seva casa d'Indio a la vall de Coachella i les seves restes estan sepultades en el cementiri públic de la vall. Durant el curs de la seva llarga carrera en l'aviació va utilitzar amb regularitat l'aeroport Thermal, que va canviar el nom per Desert Resorts Regional i més tard per Aeroport Regional Jacqueline Cochran en el seu honor.
Els seus assoliments en l'aviació mai van obtenir l'atenció contínua dels mitjans de comunicació que sí va tenir Amelia Earhart, però això pot deure's en part a la fascinació del públic amb els personatges que moren joves en el punt més alt de les seves carreres. A més, el fet que Cochran utilitzes la immensa fortuna del seu espòs va reduir la naturalesa "de rodamón a príncep" de la seva història. No obstant això, es considerada una de les dones més destacades de la història de l'aviació i una de les aviadores que més va lluitar per sumar drets per a les dones en el camp de l'aviació.
Tot i la seva falta d'educació formal, Cochran tenia una ment ràpida i una gran afinitat amb els negocis i la seva inversió en el camp dels cosmètics va resultar ser lucrativa. Més tard, el 1951, la Cambra de comerç de Boston la va triar com una de les 25 empresàries més destacades del país. El 1953 i 1959, Associated Press la va nomenar la dona de l'any en negocis. Beneïda per la fama i la fortuna, Cochran va dedicar grans quantitats de temps i diners a realitzar obres caritatives, especialment amb les persones que provenien de llars empobrides, com ella mateixa.

## Premis
Cochran va rebre premis i distincions de diversos països de tot el món. El 1949, el govern de França va reconèixer la seva contribució en la guerra i a l'aviació i li va atorgar la Legió d'Honor i el 1951 la Medalla Aèria Francesa. És l'única dona que ha obtingut la medalla daurada de la Fédération Aéronautique Internationale. Més tard, seria triada dins del comitè de directors d'aquest cos i com a directora de Northwest Airlines als Estats Units. Al seu país, la Força Aèria li va atorgar la Creu de Vol Distingida i la Legió al Mèrit.
Un espectacle aeri anual anomenat Jacqueline Cochran Air Xou va ser nomenat en el seu honor i es desenvolupa en l'Aeroport Regional Jacqueline Cochran. Cochran també va ser la primera dona amb una mostra permanent dels seus assoliments en l'Acadèmia de la Força Aèria dels Estats Units. En l'obra The Fastest Woman Alive, escrita per Karen Sunde, es narra la vida de Cochran juntament amb el seu espòs, Floyd, Amelia Earhart i uns altres.
Altres honors inclouen:
- El 1965, Cochran va ser inclosa en el Saló de la Fama Aeroespacial Internacional.
- El 1971, va ser inclosa en el Saló de la Fama de l'Aviació Nacional.
- El 1985, la Unió Astronòmica Internacional li va assignar el nom Cochran a un cràter de gran grandària (100 km de diàmetre) al planeta Venus.
- El 1993, va ser inclosa en el Saló de la Fama dels Esports de Motor dels Estats Units.
- El 1996, el Servei Postal dels Estats Units va homenatjar a Cochran amb un segell postal de 50¢ on la hi veia enfront d'un trofeu de la Bendix Race juntament amb la seva P-35 en el fons i les paraules "Jacqueline Cochran Pioneer Pilot" ("Jacqueline Cochran pilot pionera").
- El 1999, Cochran va ser una de les triades com a part del National Women's History Project.
- En 2006, Cochran va ser inclosa en el Passeig de l'Honor Aeroespacial de Lancaster, Califòrnia, com la primera dona a aparèixer allí.